# Rob MacGregor
Rob MacGregor (* 16. Mai 1948 in Minneapolis, Vereinigte Staaten) ist ein US-amerikanischer Schriftsteller.

## Leben
Rob MacGregor schrieb sich in den späten 1960er Jahren an der University of Minnesota ein. Ursprünglich wollte er Archäologie studieren, wurde dann aber Journalist und arbeitete sowohl als Reporter als auch Herausgeber. Für seinen Roman Prophecy Rock gewann er den Edgar Allan Poe Award in der Kategorie für jüngere Leser. Neben Romanen hat er auch Sachbücher geschrieben, die sich mit Themen wie Traumdeutung, Wahrsagerei, Astrologie oder Yoga befassen. Mit seiner Frau T. J. MacGregor lebt er in Florida.
Bekannt ist er vor allem durch seine Indiana-Jones-Romane. 1989 schrieb er den Roman zum Kinofilm Indiana Jones und der letzte Kreuzzug, anschließend 1991 und 1992 sechs eigenständige Indiana-Jones-Romane. Er besaß auch Interesse daran, den Roman zum 2008 erschienenen Kinofilm Indiana Jones und das Königreich des Kristallschädels zu schreiben, der Auftrag ging dann jedoch an James Rollins. Zum 2009 erschienenen Videospiel Indiana Jones und der Stab der Könige sollte MacGregor eine Roman-Umsetzung vornehmen, die für 2010 angekündigt war, schließlich vom Verlag allerdings abgesagt wurde. Ein Vertreter von Lucas Licensing gab fälschlicherweise bekannt, dass MacGregor das Skript nicht fristgerecht eingereicht hätte. Im Mai 2021 gab MacGregor bekannt, dass er das Buch in der Form eines Hörbuchs als Podcast herausgeben wird. Im August 2021 erschien die erste Folge.

## Werke

### Einzelwerke
- The Phantom (1996) (Roman zum Film)
- Spawn (1997)
- PSI/Net (1999) (mit Billy Dee Williams)
- Romancing the Raven (2006)
- Just / In Time (2014) (mit Billy Dee Williams)
- Seventh Born (2014)
- Bump in the Night (2014)
- The Lost Tribe (2016)
- Tulpas (2018)

### Reihen
- Indiana Jones

1. Indiana Jones und das Orakel von Delphi. Goldmann Verlag, München 1994, ISBN 3-442-42328-7 (amerikanisches Englisch: Indiana Jones and the Peril at Delphi. New York City 1991. Übersetzt von Edda Petri).
2. Indiana Jones und der Tanz der Giganten. Goldmann Verlag, München 1994, ISBN 3-442-42329-5 (amerikanisches Englisch: Indiana Jones and the Dance of the Giants. New York City 1991. Übersetzt von Imke Brodersen).
3. Indiana Jones und die Herren der toten Stadt. Goldmann Verlag, München 1993, ISBN 3-442-42330-9 (amerikanisches Englisch: Indiana Jones and the Seven Veils. New York City 1991. Übersetzt von Bettina Zeller).
4. Indiana Jones und das Geheimnis der Arche. Goldmann Verlag, München 1995, ISBN 3-442-42824-6 (amerikanisches Englisch: Indiana Jones and the Genesis Deluge. New York City 1992. Übersetzt von Bettina Zeller).
5. Indiana Jones und das Vermächtnis des Einhorns. Goldmann Verlag, München 1995, ISBN 3-442-43052-6 (amerikanisches Englisch: Indiana Jones and the Unicorn’s Legacy. New York City 1992. Übersetzt von Bettina Zeller).
6. Indiana Jones und die Macht aus dem Dunkel. Goldmann Verlag, München 1996, ISBN 3-442-43162-X (amerikanisches Englisch: Indiana Jones and the Interior World. New York City 1992. Übersetzt von Bettina Zeller).

- Nicholas Pierce Mysteries

1. Crystal Skull (1991)
2. The Fifth Essence (2018)

- Will Lansa

1. Prophecy Rock (1995)
2. Hawk Moon (1996)
3. Double Heart (2011)
4. Time Catcher (2011)

- Peter Benchley’s Amazon

1. The Ghost Tribe (2000)